# Congrès pour la démocratie et le progrès
Pour les articles homonymes, voir CDP.

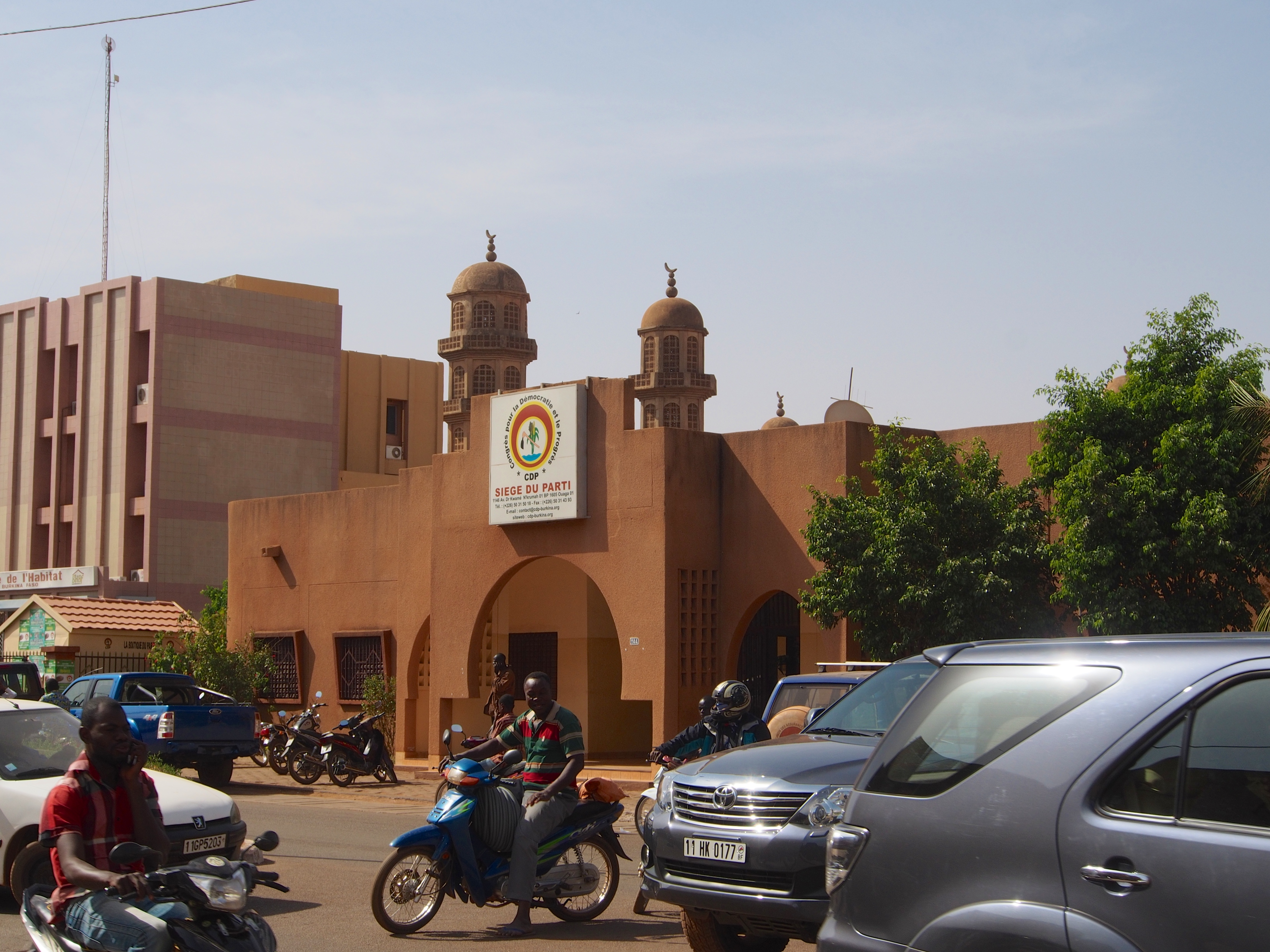
Siège du parti à Ouagadougou.

Le Congrès pour la démocratie et le progrès (CDP) est un parti politique burkinabè. Il est fondé le 5 février 1996, par la fusion de 10 partis politiques. Le CDP est le principal parti politique burkinabè jusqu'en 2014.

## Historique
Le CDP est formé par la fusion de dix partis :
- Organisation pour la démocratie populaire/Mouvement du travail (ODP/MT) ;
- Convention nationale des patriotes progressistes – Parti social-démocrate (CNPP/PSD)
- Groupe des démocrates révolutionnaires (GDR)
- Mouvement pour la démocratie socialiste (en) (MDS)
- Parti de l'action pour le libéralisme solidaire (PACTILS)
- Parti pour la démocratie et le rassemblement (en) (PDR)
- Rassemblement des indépendants sociaux-démocrates (RSI)
- Union des sociaux-démocrates (Burkina Faso) (UDS)
- Union des démocrates et patriotes du Burkina (UDPB)
- Parti pour le panafricanisme et l'unité (PPU)

Lors de sa création, il est présidé par Arsène Bongnessan Yé, président de l'ODP/MT. De 2002 à 2012, Roch Marc Christian Kaboré préside le parti qui soutient la politique du chef de l'État Blaise Compaoré et détient la majorité à l'Assemblée.
Tous les premiers ministres du Burkina Faso ainsi que la grande majorité des membres de l'appareil d'État appartiennent au parti présidentiel. Sauf Kadré Désiré Ouédraogo qui initialement était un technocrate sans affiliation.
Lors des élections législatives du 5 mai 2002, le CDP reçoit 49,5 % des voix et 57 des 111 sièges de l'Assemblée nationale burkinabè. Lors des élections législatives du 6 mai 2007, le CDP obtient avec 73 députés sur les 111 de l'Assemblée nationale.
Une partie des cadres et des élus du CDP quittent le parti en janvier 2014 dans le sillage de Roch Marc Christian Kaboré, Salif Diallo et Simon Compaoré, des piliers du CDP, et fondent le Mouvement du peuple pour le progrès.
Après la deuxième révolution burkinabé d'octobre 2014, le président Blaise Compaoré est chassé du pouvoir et le CDP perd sa place de parti dominant. Il subit les conséquences du soutien sans faille apporté à la tentative de modification de la constitution tentée par Blaise Compaoré. Les cadres du parti ont même subi une brève garde à vue notamment pour incitation à la violence et l'avenir du parti s'annonce très compromis. Dans le cadre de l'organisation de la transition faisant suite à la deuxième révolution, certains intellectuels comme Luc Ibriga suggèrent que le CDP soit associé à la transition en tant qu'il est un parti représentatif d'une partie de la population, mais que le parti soit mis en minorité afin de faire, pour la première fois depuis sa création, l'expérience de l'opposition et ainsi apprendre la "modestie" et "retrouver toute sa lucidité".[réf. nécessaire]
Le régime de Blaise Compaoré se fit exécutant fidèle des thèses libérales et constitua l'un des meilleurs alliés du gouvernement français en Afrique.
Lors de l'élection présidentielle de 2015, il ne présente pas de candidat. Pour l'élection présidentielle de 2020, son candidat, Eddie Komboïgo, arrive en deuxième position avec 15,5 % des voix.
Le 8e congrès du parti, qui se déroule les 18 et 19 décembre 2021, voit un affrontement entre les partisans d'Eddie Komboïgo, candidat à la réélection, et ceux de Blaise Compaoré, président d'honneur vivant en exil pour éviter d'être jugé. Compaoré et ses partisans, menés par Achille Tapsoba, tentent de reporter la tenue de ce congrès en déposant plainte devant la justice mais échouent en appel. Ils suspendent néanmoins Komboïgo du parti pour six mois en raison de ce qu'ils considèrent comme une violation des statuts du parti. Lors du congrès, les membres du bureau national qui avaient suspendu Komboïgo sont suspendus pour six mois. Blaise Compaoré reste président d'honneur mais perd toutes ses attributions. Komboïgo est réélu à l'unanimité pour 4 ans,,,.
Pour lutter contre ces tensions internes, Blaise Compaoré réunit entre le 23 et le 25 mai 2022 les différents protagonistes à Abidjan où il vit en exil. L'aile réformiste est représentée par Eddie Komboïgo et Boubacar Sannou, vice-président du parti, et l'aile traditionnelle est menée par Achille Tapsoba et Salifou Sawadogo. Aucune décision ne semble avoir été prise. Cette réunion ne détend pas les deux factions puisqu'en juin Tapsoba s'appuie sur une lettre attribuée à Compaoré pour demander l'annulation du 8e congrès.